# Adderstone
Adderstone är en ort i civil parish Adderstone with Lucker, i grevskapet Northumberland i England. Orten är belägen 12 km från Morpeth. Adderstone var en civil parish 1866–1955 när det uppgick i Adderstone with Lucker. Civil parish hade 185 invånare år 1951.